# 정보 사회 세계 정상회의
على الفيسبوك

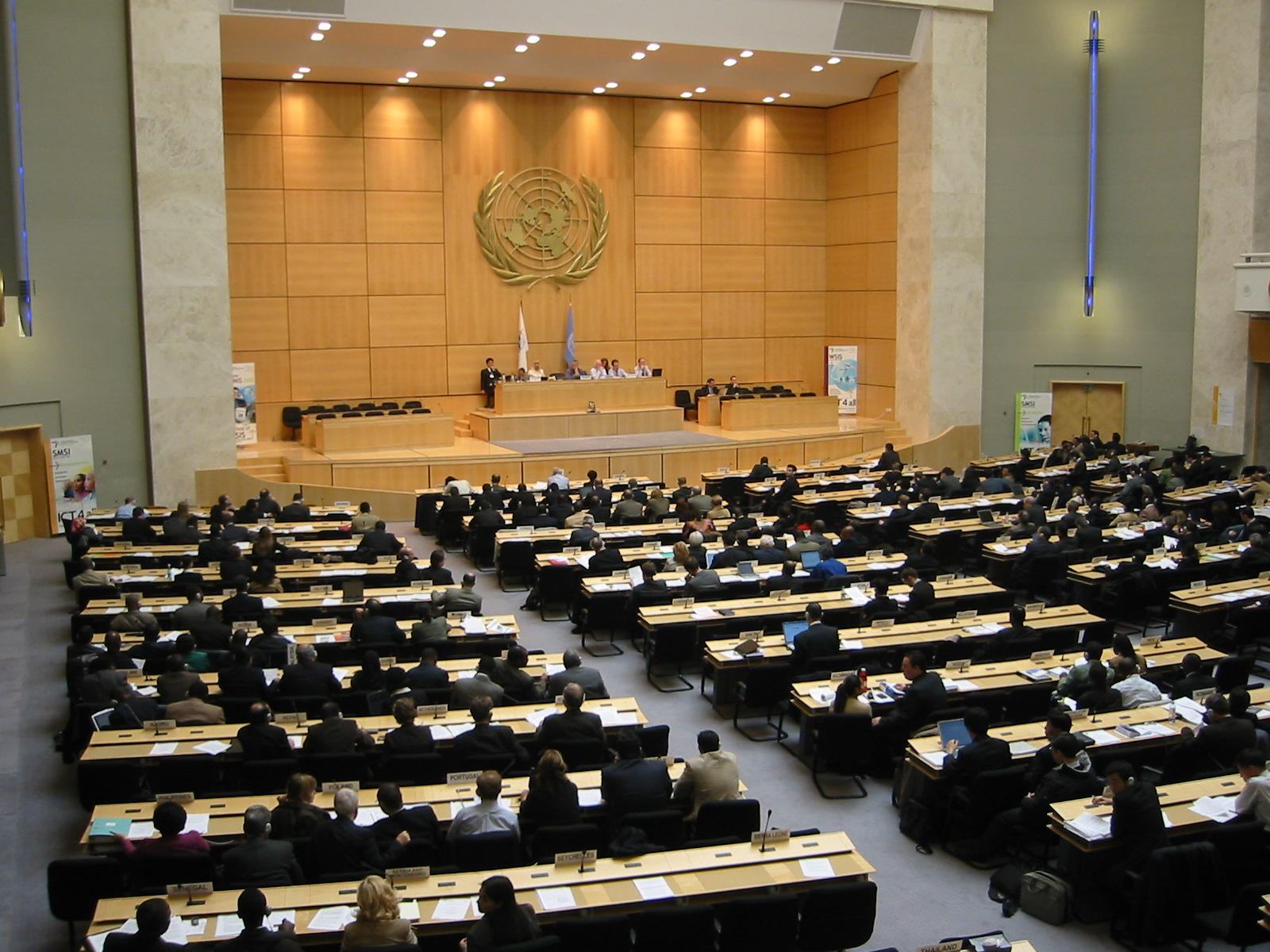
2005년 2월 18일에서 25일까지 스위스 제네바에서 열렸던 정보 사회 세계 정상회의

정보 사회 세계 정상회의(World Summit on the Information Society) 또는 줄여서 WSIS는 UN 주관하에 각국 대표들이 정보화 사회에서의 정보 및 통신에 관련된 것들을 의논하는 회의이다. 1차 회의는 2003년에 제네바에서 열렸으며, 2차 회의는 2005년에 튀니스에서 열렸다. 회의의 주요한 목적 중 하나는 정보 부국과 정보 빈국간에 발생하는 정보 격차를 해소하기 위한 것이며, 이를 위해 주요 개발도상국에 인터넷 보급을 늘리고 있다. 회의는 세계 정보화 사회의 날인 매년 5월 17일에 열린다.

## 같이 보기
- 국제 전기 통신 연합
- 세계 지식 재산권 기구
- 위조품의 거래 방지에 관한 협정
- 인터넷 거버넌스 포럼